# Frédéric Gaëtan de La Rochefoucauld-Liancourt

Frédéric Gaëtan, marquis de La Rochefoucauld-Liancourt

Frédéric Gaëtan, marquis de La Rochefoucauld-Liancourt, né à Paris le 5 février 1779 et mort à Paris 1er le 14 avril 1863, est un homme politique, homme de lettres et historien français.
Il est le troisième fils de François Alexandre Frédéric de La Rochefoucauld-Liancourt.

## Biographie
Frédéric Gaëtan de La Rochefoucauld-Liancourt fut, sous le premier Empire, sous-préfet de Clermont (Oise), puis des Andelys (Eure).
Lors des Cent-Jours, Louis XVIII le chargea d'une mission sur les frontières de la Suisse : il part pour la Suisse où il tente d'organiser une armée de volontaires pour restaurer le roi.
Nommé président du collège électoral du Morbihan, il fut, le 17 novembre 1827, élu député du 1er arrondissement du Cher (Bourges), par 193 voix sur 310 votants et 354 inscrits, contre 88 à M. Royannez. Il siégea dans l'opposition constitutionnelle, et se signala par son attachement aux « pures doctrines » du gouvernement parlementaire : ce fut lui qui, dans la séance du 13 février 1828, déclara à la tribune que la souveraineté réside essentiellement dans la Chambre des députés.
Adversaire du cabinet Polignac, il vota avec les 221, fut réélu, le 23 juin 1830, par 195 voix sur 313 votants et 363 inscrits, adhéra au gouvernement de Louis-Philippe Ier, et fut dès lors successivement réélu, pendant toute la durée du règne, avec l'appui de l'administration :
- le 5 juillet 1831, par 94 voix (179 votants, 222 inscrits), contre 76 à Michel de Bourges ;
- le 21 juin 1834, par 96 voix (181 votants, 219 inscrits), contre 75 à Michel de Bourges ;
- le 4 novembre 1837, par 135 voix (238 votants, 288 inscrits), contre 100 au même concurrent ;
- le 2 mars 1839, par 142 voix (246 votants) ;
- le 9 juillet 1842, par 149 voix (229 votants, 291 inscrits), contre 43 au même concurrent ;
- enfin, le 1er août 1846, par 156 voix (160 votants, 282 inscrits).

Au cours de ces diverses législatures, il opina le plus souvent avec la majorité, se prononça contre la réforme électorale, combattit cependant le système pénitentiaire du gouvernement et prit surtout une part active à la discussion sur l'émancipation des noirs, faisant partie, en décembre 1834, des fondateurs de la Société française pour l'abolition de l'esclavage.
Il avait succédé à son père comme président de la Société de la Morale chrétienne. Le marquis de La Rochefoucauld-Liancourt, rendu à la vie privée par les événements de 1848, consacra ses dernières années à des travaux littéraires et se fit philanthrope.
En 1857, il est candidat à l'Académie française.
Il a laissé des écrits nombreux et variés, entre autres des ouvrages historiques, des écrits sur les questions sociales, en particulier sur les prisons. Éditeur des travaux de son ancêtre le mémorialiste La Rochefoucauld et des mémoires du marquis de Condorcet, il est également l'auteur de vaudevilles, de tragédies, de poésies et de poésies.

## Publications
Théâtre
- Jérôme spirituel, ou les Saidérys, vaudeville anecdotique en 1 acte, Paris, Troubadours, 8 novembre 1798
- Midi, ou Un coup d'œil sur l'an huit, vaudeville épisodique en 1 acte, avec Georges Duval, Paris, Troubadours, 7 novembre 1800
- La Révolution française et Bonaparte, ou les Guises du XVIIIe siècle, tragédie en 5 actes et en vers, 1818
- Agrippine, tragédie en 5 actes, Paris, Odéon, 1er juin 1842
- Achille à Troie, tragédie en 5 actes, 1849

Poésie
- Cent fables en vers, 1800
- Églogues de Virgile, traduites en vers français, 1812
- Le Duc d'Angoulème en Espagne, stances irrégulières, 1823
- Consolations et poésies diverses, 1838
- Achille à Troie, poème, 1848

Varia
- Notice sur l'arrondissement des Andelys
- Mémoires sur les finances de la France, en 1816, 1816
- De la Répression des délits de la presse, en exécution de l'article 8 de la charte constitutionnelle, 1817
- Du Pardon accordé par les révolutionnaires aux royalistes, au sujet d'une brochure de Benjamin Constant intitulée De la Doctrine politique qui doit le plus réunir les Français, 1817
- Mémoires de Condorcet sur la Révolution française, extraits de sa correspondance et de celles de ses amis, 2 vol., 1824
- Œuvres complètes de La Rochefoucauld, avec notes et variantes, éditées par Gaëtan de La Rochefoucauld, 1825
- Des attributions du Conseil d'État, 1829
- Vie du duc de La Rochefoucauld-Liancourt, 1831
- Histoire de l'arrondissement des Andelys, 1833
- Vie de John Howard, 1840
- Examen de la théorie et de la pratique du système pénitentiaire, Paris, Delaunay, 1840, 385 p.

Il s'agit d'une prise de position dans le grand débat qui agita la monarchie de Juillet sur le régime de ses prisons.
- Conséquences du système pénitentiaire, 1841
- De la mortalité cellulaire, 1844
- Examen du rapport du 5 juillet 1843 sur le projet de loi de la réforme des prisons, 1844
- Discours prononcés à la Chambre des députés dans la discussion du projet de loi sur la réforme des prisons (1845)
- Notes de l'empereur Napoléon sur l'histoire d'Angleterre, complément nécessaire au Mémorial de Sainte-Hélène, 1850
- Notes morales de Racine, 1852
- Études littéraires et morales de Racine, 2 vol., 1855-1856
- Derniers conseils, testament politique du premier ministre de l'empereur Léopold Ier, offert à la Société de la morale chrétienne, 1858
- Histoire des tortures au XIXe siècle, 1859
- Vie de Mme Michelle Homassel, veuve Fontaine, 1862
- Satire imitée de la 4e de Salvator Rosa, suivi d'un extrait de traduction d'un mémoire historique de Thomas Clarkson, traitant du même sujet, s. d.

Œuvres réunies
- Œuvres choisies de M. le marquis de La Rochefoucauld-Liancourt, 8 vol., 1858-1862

## Ascendance & postérité
Troisième fils  de François XII (1747-1827), duc de La Rochefoucauld et de Félicité-Sophie de Lannion (1745-1830), le marquis de La Rochefoucauld avait pour frères et sœurs :
1. François XIII Armand Frédéric (1765-1848), 8e duc de La Rochefoucauld, duc de Liancourt, etc., marié en 1794 avec Marie-Françoise de Tott (1770-1854), dont postérité ;
2. Alexandre-François (1765-1848), comte de La Rochefoucauld, marié en 1788 avec Adélaïde de Pyvart de Chastullé (1769-1814), dont postérité ;
3. Aglaé Émilie Joséphine (Paris, 28 mai 1774 - Paris, 15 janvier 1789 - Paris) ;

- Gaétan de La Rochefoucauld épousa, en 1808, Marie Caroline Petronilla Schall de Bell (1786-1870), « gräfin » von Schall-Riaucour. Ensemble, ils eurent :
  - Marie Caroline Frédérique Gaétane (Clermont (Oise), 5 octobre 1809 - 1873), mariée, le 11 novembre 1829 à Paris (75), avec Jean Charles Marie Lalung de Ferrol ( † 1864) ;
  - Frédéric Charles Gaétan ( † novembre 1836 - au siège de Bilbao (1836)) ;
  - François (Paris, 26 janvier 1814 - 1827).

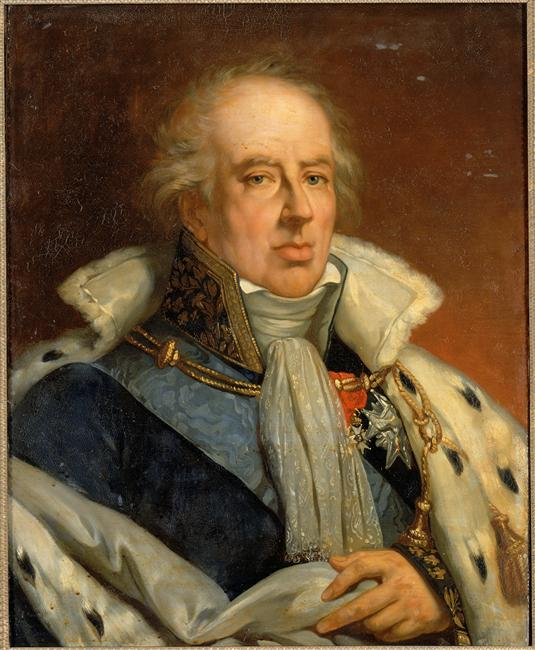
François XII (1747-1827), duc de La Rochefoucauld, père du marquis
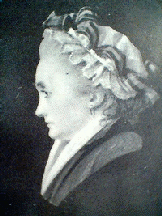
Felicité de Lannion (1745-1830), duchesse de La Rochefoucauld, mère du marquis

## Source
« Frédéric Gaëtan de La Rochefoucauld-Liancourt », dans Adolphe Robert et Gaston Cougny, Dictionnaire des parlementaires français, Edgar Bourloton, 1889-1891 [détail de l’édition] [texte sur Sycomore]